# 에드 맥기니스
에드 맥기니스(영어: Ed McGuinness)는 미국의 만화가이다. 제프 로브와의 협작 《슈퍼맨/배트맨》, 《헐크》 시리즈가 그의 대표작이다.